# Czesław Marchewczyk
Czesław Marchewczyk (ur. 1 października 1912 w Krakowie, zm. 10 listopada 2003 tamże) – polski hokeista i piłkarz ręczny, trzykrotny olimpijczyk.

## Życiorys
W hokej zaczął grać w Sokole Kraków, w 1927 przeniósł się do Cracovii, której barwom był wierny przez całą swoją karierę. Trzykrotnie zdobywał mistrzostwo Polski, w 1937, 1946, 1947.
Jako pierwszy krakowianin został powołany do reprezentacji Polski, w której rozegrał 66 meczów, zdobywając 20 bramek. Reprezentował Polskę na trzech olimpiadach zimowych: Lake Placid (1932), Garmisch-Partenkirchen (1936) i St Moritz (1948). Brał również udział w pięciu turniejach o hokejowe mistrzostwo świata (1930, 1935, 1937, 1938, 1939).
Grał również w piłkę ręczną, zdobywając dla Cracovii dwa razy mistrzostwo Polski – 1930, 1933. W 1935 rozegrał jedno spotkanie w reprezentacji kraju.
W 1934 ukończył Państwową Szkołę Techniczną – Wydział Budownictwa. W 1949 Akademia Górniczo-Hutnicza w Krakowie nadała mu stopień inżyniera budowniczego w zakresie architektury. Był pomysłodawcą i stał na czele społecznego komitetu budowy sztucznego lodowiska w Krakowie (otwartego w 1961). W latach 1957–1967 członek zarządu PZHL. Pochowany na Cmentarzu wojskowym przy ul. Prandoty w Krakowie.
Był odznaczony: Krzyżem Armii Krajowej, Krzyżem Kawalerskim Orderu Odrodzenia Polski i Medalem Cracoviae Marenti. W 1994 został odznaczony medalem Kalos Kagathos.
Został pochowany na cmentarzu wojskowym przy ul. Prandoty (kwatera XCVI-płd.-19).

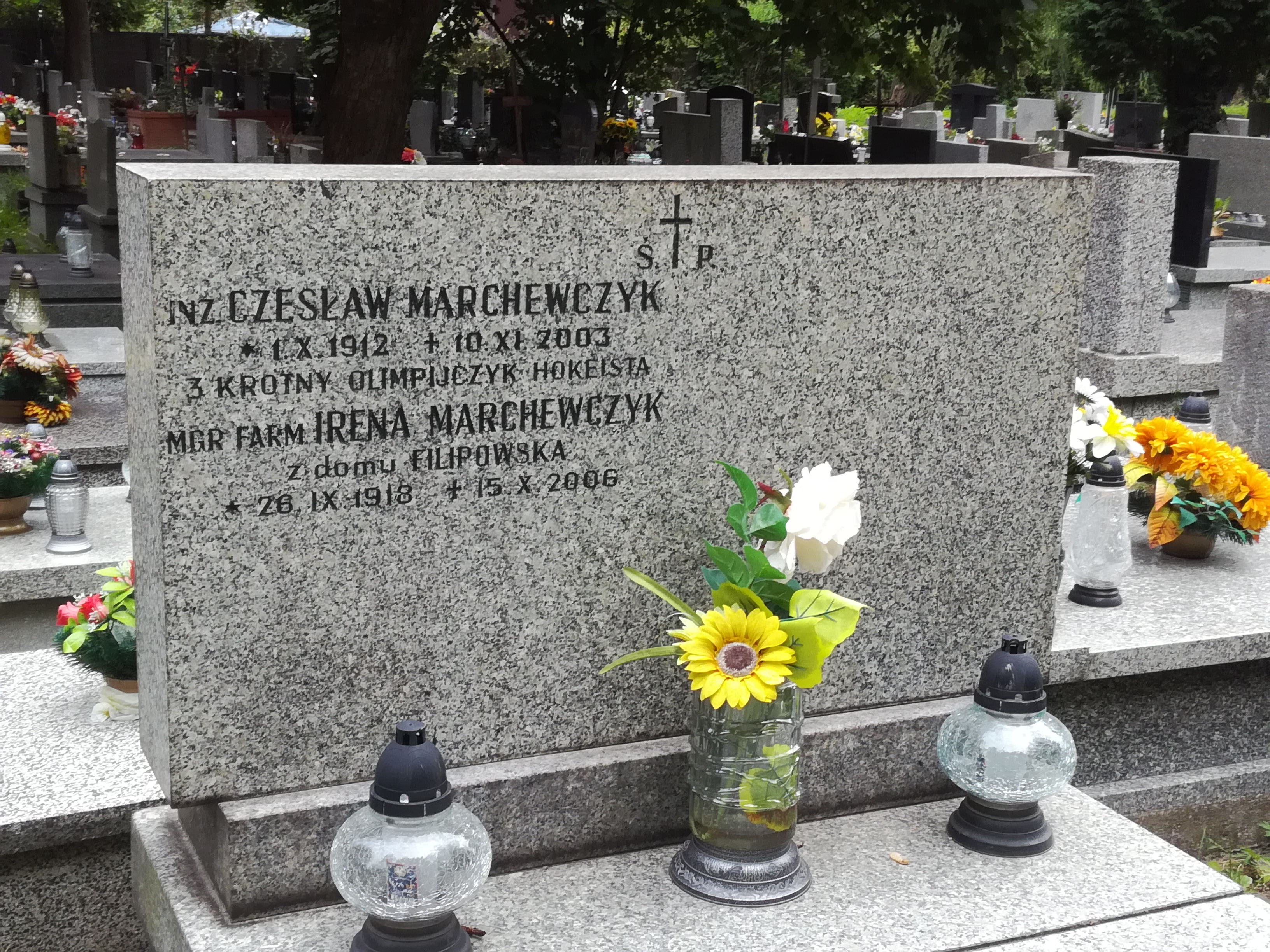
Grób Czesława Marchewczyka na cmentarzu przy ul. Prandoty

W marcu 2013 rada miasta Krakowa jego imieniem nazwała plac w dzielnicy Grzegórzki w okolicach lodowiska Cracovii.
Ojciec Jacka Marchewczyka, lekarza i działacza opozycji w PRL, Wojciecha Marchewczyka, dziennikarza i działacza opozycji, oraz Rafała Marchewczyka muzyka i dyrygenta.